# Park stanowy East Canyon
Park stanowy East Canyon (ang. East Canyon State Park) – park stanowy leżący na północy amerykańskiego stanu Utah, niedaleko od granicy z Wyoming w hrabstwie Morgan, około 45 km na północny wschód od Salt Lake City.

## Geografia parku
Park obejmuje rezerwuar wodny (wraz z przyległymi terenami) powstały po zbudowaniu zapory na East Canyon Creek. Park utworzono w 1962 roku, leży na wysokości 1739 m n.p.m. i zajmuje powierzchnię 108 hektarów.